# 大立野
大立野（おおだての）は静岡県磐田市の町名。丁番の設定のない単独町名である。

## 地理
磐田市東部に位置し、町内の大部分は水田である。東側で東新町・東新屋、西側で西之島、南側で蛭池、北側で東貝塚・鎌田と隣接する。

## 歴史
大立野の歴史については、水神社（すいじんじゃ）の看板に記されているが、起源の詳細は不明である。
水神社は大立野のみではなく磐田市内に8つある。

## 神社
大立野地区の南東付近（大立野465番地）に静岡県神社庁管轄の水神社（または水神宮）があり、社は「老人憩の家」といったものも兼ねている。例大祭は毎年10月の第1土曜日、第1日曜日の2日間行われる。

## 世帯数と人口
2018年（平成30年）11月30日現在の世帯数と人口は以下の通りである。
| 大字   | 世帯数  | 人口  |
| ------ | ------- | ----- |
| 大立野 | 112世帯 | 310人 |

## 交通

### デマンド型乗合タクシー
磐田市デマンド型乗合タクシー「お助け号」磐田東部線が利用可能。なお利用には、利用申請を行った上で乗車前の事前予約が必要。

### 道路
県道
- 静岡県道403号磐田掛川線

## その他

### 日本郵便
- 郵便番号 : 438-0036[2]（集配局：磐田郵便局[8]）。

### 警察
町内の警察の管轄区域は以下の通りである。
| 番・番地等 | 警察署     | 交番・駐在所 |
| ---------- | ---------- | ------------ |
| 全域       | 磐田警察署 | 西貝交番     |